# بیلی هانتر
بیلی هانتر (انگلیسی: Billy Hunter؛ ۲ آوریل ۱۸۸۵ – ۱۹۳۷) بازیکن فوتبال اهل پادشاهی متحد بریتانیای کبیر و ایرلند بود.
از باشگاه‌هایی که در آن بازی کرده‌است می‌توان به باشگاه فوتبال بولتون واندررز و باشگاه فوتبال میلوال اشاره کرد.